# Try (canción de Nelly Furtado)
«Try» es el segundo sencillo del álbum Folklore de la cantautora luso-canadiense Nelly Furtado. Fue escrita por Brian West y Nelly Furtado, el sencillo fue lanzado en febrero del 2004, y producido por la disquera DreamWorks Records. Este fue el último sencillo del álbum lanzado en Norteamérica, los demás se lanzaron en Europa.
También existe una versión grabada al español, la cual se tituló "Dar", esta versión fue realizada en el año 2007 y está incluida dentro del álbum "Loose (Summer Edition)", solo disponible en Latinoamérica.

## Videoclip
El videoclip de «Try» fue dirigido por Sophie Muller. Muestra a Furtado con un hombre quien se puede asumir es su pareja, vestidos de la manera traducional portuguesa. Ellas se encuentran en una pequeña granja realizando varias actividades como extender la ropa, estirar a un toro y también vemos a Furtado entrando en el bosque. Casi al final los dos se encuentran entre una multitud corriendo entre la gente para alcanzarse. Para el videoclip se utilizó una versión editada de 4:08 minutos.

## Lista de canciones
- Sencillo (Reino Unido)

1. «Try» (radio edit)
2. «I'm like a Bird» (versión acústica en New Ground)
3. «Try» (versión acústica)
4. «Try» (video)

- Sencillo (E.U.)

1. «Try» (radio edit)
2. «I'm like a Bird» (versión acústica en New Ground)
3. «Powerless (Say What You Want)» (video)

- Sencillo (Australia)[1]

1. «Try» (radio edit)
2. «I'm Like a Bird» (en vivo)
3. «Try» (acústica)
4. «Try» (álbum versión)

## Remixes
- «Try» (Kronos Quartet Remix)
- «Try» (Sweetwesty Remix) – 4:39
- «Try» (radio edit) – 3:49
- «Try» (video edit) – 4:02
- «Try» (radio versión) – 3:46
- «Try» (versión acústica) – 4:35
- «Try» (versión instrumental) – 4:13
- «Try» (karaoke version)
- «Try» (Dreamin cover)
- «Dar» (Spanish version)

## Posicionamiento en listas
| Listas (2004)                         | Mejor posición |
| ------------------------------------- | -------------- |
| Alemania (Offizielle Deutsche Charts) | 31             |
| Austria (Ö3 Austria Top 40)           | 27             |
| Canadá (Canadian Hot 100)             | 9              |
| Estados Unidos (Adult Top 40)         | 29             |
| Irlanda (IRMA)                        | 42             |
| Italia (FIMI)                         | 19             |
| Países Bajos (Mega Single Top 100)    | 21             |
| Reino Unido (Official Charts Company) | 15             |
| Suiza (Schweizer Hitparade)           | 22             |